# Federico Arango Fonnegra
Federico Arango Fonnegra (Bogotá, 1939 - Magdalena Medio, 18 de septiembre de 1963)Fue un poeta y matematico colombiano.

## Biografía
Nacido en una familia ilustre de Bogotá. Fue estudiante de la Universidad Nacional. Tras adelantar estudios como ingeniero industrial en Estados Unidos, se afilio al Partido Comunista Colombiano y creó un grupo guerrillero que operaba en el denominado Territorio Vásquez ubicado en el Magdalena Medio, con influencias de la revolución cubana. Realizó un intento de ataque a la Base Aérea de Palanquero (Cundinamarca).

## Muerte
El 18 de septiembre de 1963, fueron abatidos 14 guerrilleros incluyendo a Arango, quienes habían realizaron el secuestro del político Germán Mejía Duque, quien sería rescatado por el Batallón Colombia del Ejército Nacional bajo el mando de José Joaquín Matallana.